# Max Nettlau

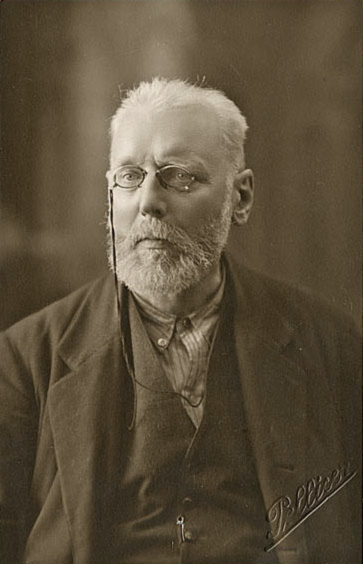
Max Nettlau

Max Heinrich Hermann Reinhardt Nettlau (Wenen, 30 april 1865 – Amsterdam, 23 juli 1944) was een Oostenrijks taalwetenschapper en anarchistisch historicus.

## Leven en werk
Nettlau studeerde taal- en literatuurwetenschap in Berlijn. Aansluitend begon hij een vervolgstudie in Londen, waar hij William Morris ontmoette en toetrad tot de “Socialistische Liga” (Socialist League). Al snel werd zijn interesse voor het anarchisme gewekt. Hij verkeerde in kringen met belangrijke anarchistische voormannen zoals Peter Kropotkin en Errico Malatesta en werd medewerker van de anarchistische uitgeverij “Freedom Press” en de daaraan verbonden internationale anarchistische krant “Freedom”.
Nadat Nettlau's vader in 1892 overleed erfde hij een klein vermogen, waardoor hij verder onafhankelijk door het leven kon. Hij legde zich toe op de geschiedschrijving van het anarchisme en bouwde in de loop van zijn leven een enorme verzameling aan anarchistische geschriften, tijdschriften en boeken op. Hij legde zich op een gegeven moment zelfs een quotum op van duizend items per maand. Nettlau verwoordde zijn verzamelbeleid zo: "Ik zag hoe meestal slechts de hoofdwerken over een onderwerp in bibliotheken belanden, en hoe ieder serieuzer onderzoek onmiddellijk op eindeloze lacunes stoot; hoe brochure-, tijdschriften-, pamflettenliteratuur meestal verloren gaat of verstrooid raakt, nog afgezien van handschriften, brieven en ander materiaal. Om deze reden probeerde ik vanaf het begin juist dit zo zeldzame materiaal te verzamelen".
Behalve verzamelen bleef Nettlau echter ook zelf publiceren en schreef onder meer belangrijke biografieën over Michael Bakoenin, Errico Malatesta en Elisée Reclus. Zijn hoofdwerk is zonder twijfel de vanaf 1925 verschijnende, uiteindelijk 7 delen beslaande Geschiedenis van het Anarchisme (waarvan de delen 6 en 7 alleen in niet gepubliceerde manuscripten bewaard bleven).
Nettlau verloor door de inflatie na de Eerste Wereldoorlog zijn geërfde vermogen en leefde vervolgens in kommervolle omstandigheden in Wenen. Hij bleef echter onvermoeibaar doorwerken aan zijn archief en geschiedschrijvingen. Na de Anschluss van Oostenrijk bij Duitsland in 1938 vluchtte Nettlau naar Amsterdam. Daar werkte hij, klaarblijkelijk onopgemerkt door de nazi's, tot aan zijn dood aan de catalogisering van het Internationaal Instituut voor Sociale Geschiedenis (IISG), waaraan hij uiteindelijk ook zijn eigen archief schonk. Nettlau overleed in 1944 aan maagkanker, op 79-jarige leeftijd.